# Anna Silvander
Anna Silvander (* 22. Juni 1993) ist eine schwedische Leichtathletin, die im Mittelstreckenlauf antritt.

## Sportliche Laufbahn
2015 bestritt Anna Silvander mit der Teilnahme an den Halleneuropameisterschaften in Prag ihre ersten internationalen Meisterschaften. Sie gelangte dabei über 800 Meter bis ins Halbfinale. Bei den U23-Europameisterschaften in Tallinn stellte sie im Finale eine neue Bestleistung auf und sicherte sich damit den fünften Platz. Bei der Team-Europameisterschaft in Russland holte sie für Schweden den achten Platz mit neuer Bestleistung über 1500 Meter. 2016 qualifizierte sie sich für die Europameisterschaften in Amsterdam und erreichte dort das Halbfinale. Bei den Halleneuropameisterschaften 2017 in Belgrad schied sie bereits in der Vorrunde aus.
2015 wurde sie schwedischer Meisterin über 800 und 1500 Meter und 2016 Meisterin über 1500 Meter. Zudem war sie 2015 und 2016 schwedische Hallenmeisterin über 800 Meter.

## Bestleistungen
- 800 Meter: 2:02,53 min, 11. Juli 2015 in Tallinn
  - 800 Meter (Halle): 2:02,54 min, 27. Januar 2017 in Boston
- 1500 Meter: 4:18,85 min, 21. Juni 2015 in Tscheboksary
  - 1500 Meter (Halle): 4:24,22 min, 7. Januar 2018 in Sheffield